# Derrick: Mitternachtsbus
Mitternachtsbus ist der Titel der vierten Episode der Krimiserie Derrick mit Horst Tappert in der Titelrolle und Fritz Wepper als Inspektor Harry Klein.

## Handlung
Mit dem Bus kommt Helga Landau gegen Mitternacht aus München zurück in den Ort, in dem sie in einer Gaststätte arbeitet. Sie ist mit Erich Holler, dem Sohn des Wirts Oskar Holler, liiert. An der Bushaltestelle wird sie von Bruno Wollweber in Empfang genommen, einem Menschen mit geistiger Behinderung, der sie bis zum Eingang des Gasthofs begleitet.
Erich Holler wundert sich, dass sie früher als geplant zurück ist. Sie gesteht ihm, dass sie ein Kind von ihm erwartet. Er versucht sie – auch mithilfe eines Geldangebots von 3000 DM – von einem Schwangerschaftsabbruch zu überzeugen. Da sie dies ablehnt, ertränkt er sie im Verlaufe des Streits in einem nahe gelegenen See. Er berichtet seinem Vater, Oskar Holler, davon, der ihm zusichert, ihn bei der Vertuschung seiner Tat zu unterstützen. Den eintreffenden Derrick und Klein gegenüber behauptet Oskar Holler daraufhin, der geistig behinderte Bruno Wollweber, den er nachts gesehen hatte, sei vermutlich der Täter. Oskar Holler überzeugt anschließend sogar Brunos alkoholkranken Vater Franz Wollweber, dies ebenfalls zu behaupten. Er argumentiert mit der professionellen pflegerischen Betreuung, die Bruno bei einer Verurteilung erhalten würde. Zudem sichert er Franz Wollweber finanzielle Unterstützung sowie kostenfreien Zugriff auf alkoholische Getränke in seiner Gaststätte zu. Oskar Holler platziert anschließend heimlich ein angebliches Beweisstück in Brunos Zimmer. Zudem ermuntert er weitere Wirtshausgäste, Bruno ebenfalls zu beschuldigen, was diese daraufhin mit erkennbarem Widerwillen tun.
Derrick durchschaut das Ansinnen Oskar Hollers und hat zunächst ihn im Verdacht, der Mörder zu sein. Er mietet sich ein Zimmer, um ihn und seinen Sohn weiter unter Druck setzen zu können, während er sie zugleich in Sicherheit wiegt, indem er behauptet, Bruno Wollweber bereits festgenommen zu haben. Mit Unterstützung durch die Kellnerin Frau Jahn findet er heraus, dass Oskar Holler die Tat nicht selbst begangen hat und schafft es schließlich, Erich Holler zu einem Geständnis zu bewegen.

## Hintergrund
Mitternachtsbus war die erste Folge der Krimireihe Derrick, die gedreht wurde (1973). Ursprünglich war geplant, sie auch als erste Folge auszustrahlen. Aus unbekannten Gründen wurde dann aber die Folge Waldweg als Premierenepisode ausgewählt.
Der Täter ist dem Zuschauer von Anfang an bekannt. Dieses Prinzip der invertierten Detektivgeschichte war während der ersten Staffel der Serie üblich.
Mehrfach wird Bruno Wollweber von verschiedenen Personen gemäß der zur damaligen Zeit nach wie vor gebräuchlichen Bezeichnung für Menschen mit geistiger Behinderung als „Schwachsinniger“ bezeichnet.
Der titelgebende Mitternachtsbus ist für den Verlauf der Episode nahezu irrelevant. Er ist lediglich während der ersten Minute der Handlung zu sehen, als Helga Landau ihn nutzt, um zum Gasthof zu fahren.